# Constantine

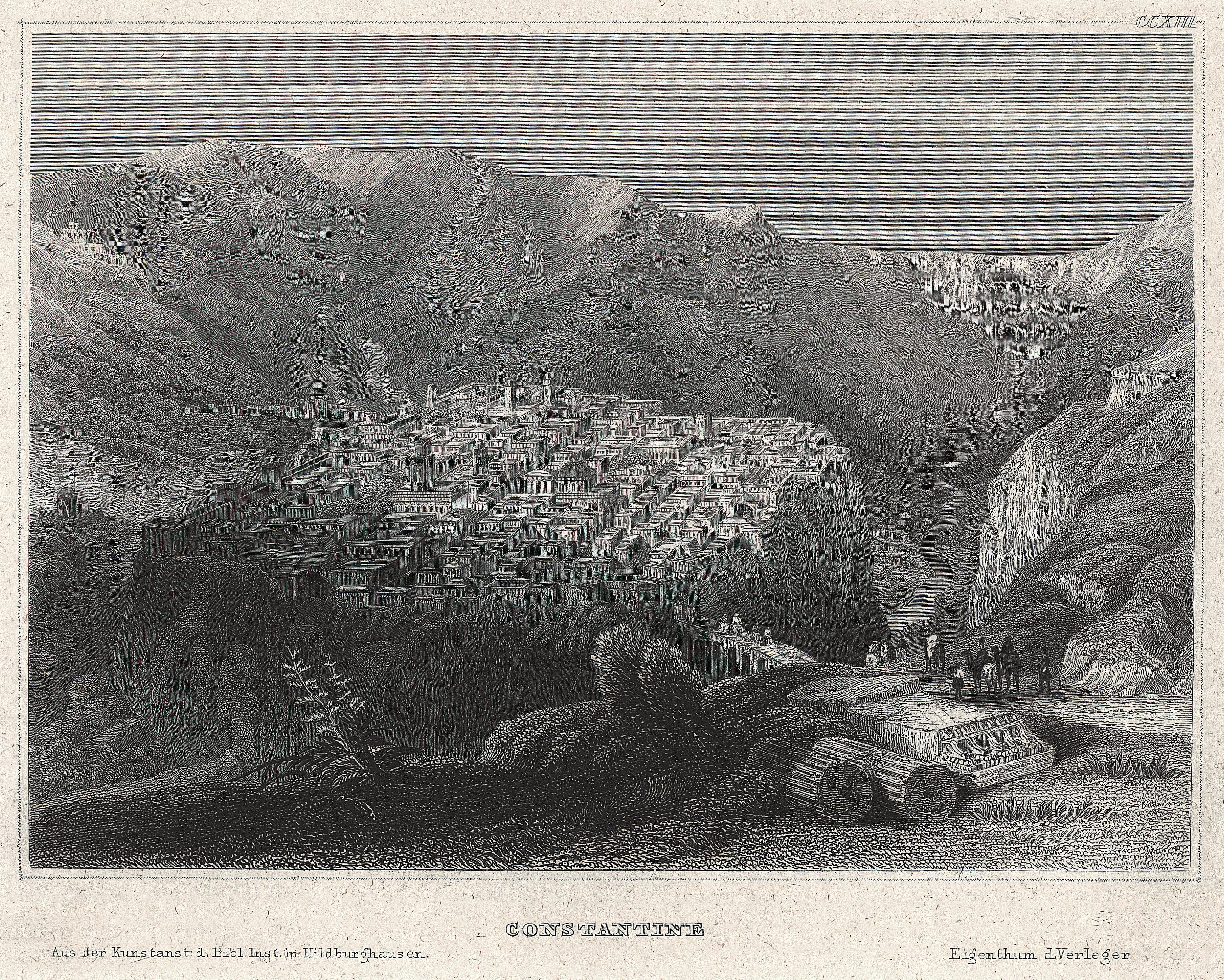
Constantine auf einem Stahlstich von 1838

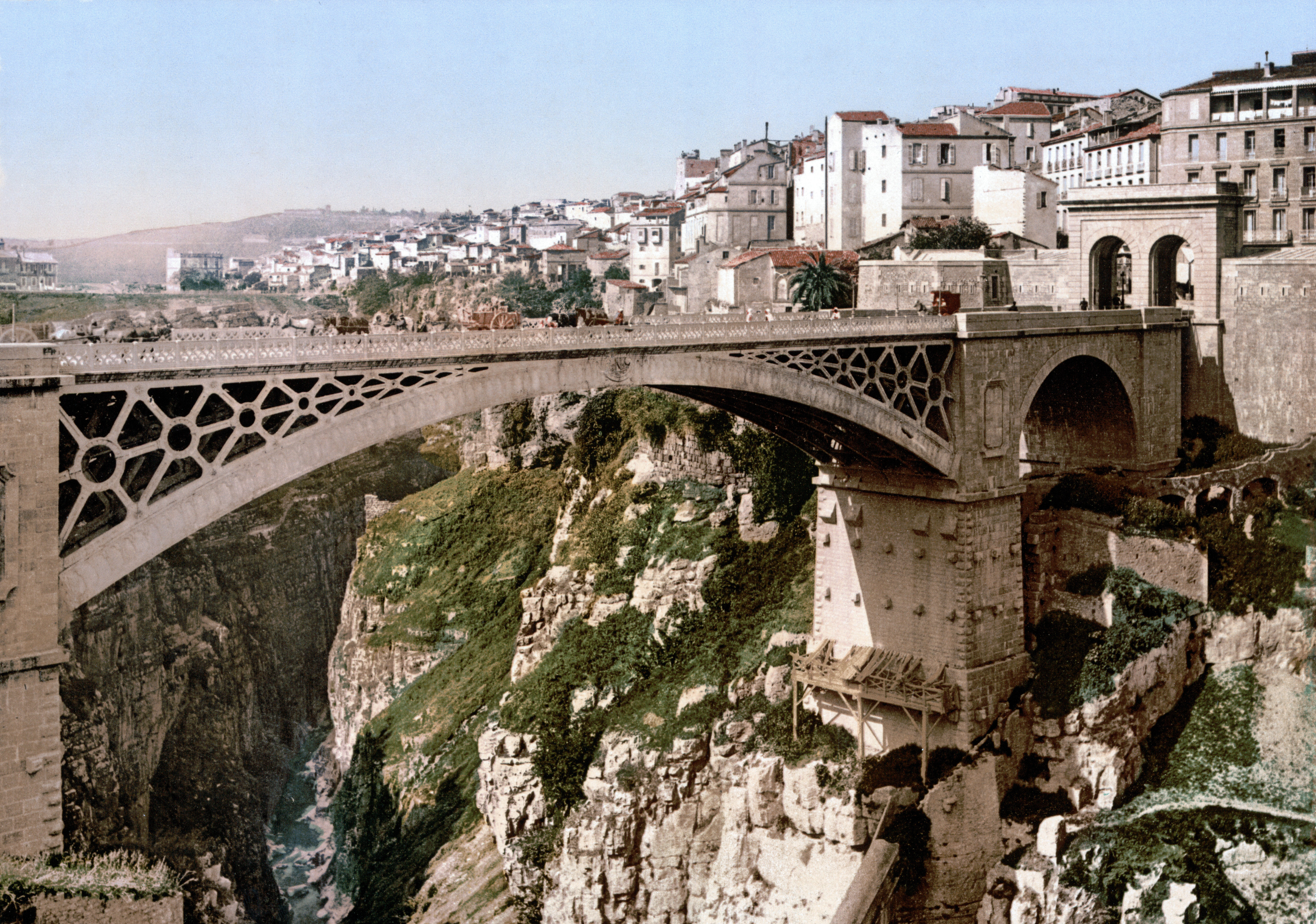
Frühere El-Kantara-Brücke über den Rhumel

Leo Wehrli: Markt in Constantine um 1935, Besucher drängen sich um einen Geschichtenerzähler, koloriertes Diapositiv, Sammlung der ETH Zürich

Constantine (arabisch قسنطينة, DMG Qusanṭīna, tamazight ⵇⵙⵏⵟⵉⵏⴰ Qsenṭina) ist mit 448.028 Einwohnern (Stand: 14. April 2008) nach Algier und Oran die drittgrößte Stadt in Algerien. Sie ist Hauptstadt der gleichnamigen Provinz, Industriestadt und Verkehrsknotenpunkt. Die Stadt besitzt eine Universität, eine islamische Hochschule sowie antike und mittelalterliche Bauten wie die Statue des römischen Kaisers Konstantin und den Ahmed-Bey-Palast.

## Geographie
Die Stadt liegt im Nordosten des Landes in einer hügeligen Landschaft in mehr als 600 m Höhe über dem Meeresspiegel, etwa 60 Kilometer südlich des Mittelmeers. Der nächste Küstenort ist Skikda (ehemals Philippeville) im Norden in 80 Kilometer Entfernung über die N3 bzw. etwas weiter nordöstlich Annaba (ehemals Bône) in 157 Kilometer Entfernung über die N3 und N 44. Die Hauptstadt Algier ist 430 Kilometer entfernt, die tunesische Grenze bei Ghardimaou 235 Kilometer und die im Süden am Rand der Sahara gelegene Stadt Biskra rund 225 Kilometer.
Die Altstadt befindet sich auf einem mächtigen, 650 m über dem Meeresspiegel gelegenen Plateau, das nur über einen schmalen Rücken von Südwesten her zugänglich ist, aber nach Nordwesten steil abfällt und nach Norden und Westen durch die mehr als 100 m tiefe Schlucht des Flusses Rhumel von dem gegenüberliegenden Plateau Sidi M’Cid abgeschnitten wird.
Die heutige Stadt erstreckt sich mit zahlreichen neueren Stadtvierteln und Vororten weit über die umliegenden Hügel.

## Geologie
Der Fluss Rhumel hat sich nicht in den Kalkfelsen eingeschnitten, sondern hat in vorgeschichtlicher Zeit einen Weg unter dem Felsen hindurch gefunden. Die Schlucht entstand, als die Decke dieses unterirdischen Flusses immer weiter einstürzte. Reste dieser Decke sind in der Schlucht heute noch vorhanden. Der Fluss verlässt die Schlucht über einen großen Wasserfall.

## Geschichte
Als die reichste und blühendste Stadt Numidiens spielte sie schon im Altertum eine bedeutende Rolle. Ihr karthagischer Name war Karta (Stadt), die Römer nannten sie Cirta. Sie wurde von Micipsa, dem Sohn Massinissas, mit Hilfe griechischer Kolonisten gegründet und 203 v. Chr. zur Hauptstadt Numidiens gemacht.
Sie zeichnete sich durch die Pracht ihrer öffentlichen Gebäude und die Anzahl ihrer Bevölkerung vor allen anderen Städten in Africa aus. Im Jahre 113 v. Chr. wurde die Stadt von Jugurtha erobert. Den römischen Feldherren Quintus Caecilius Metellus Numidicus und Gaius Marius diente sie als Hauptstützpunkt. Marius erfocht 107 v. Chr. bei Cirta einen Sieg über Jugurtha.
Als König Juba I. mit dem Rest seiner pompejanischen Partei 46 v. Chr. in Afrika unterlegen war, gab Gaius Iulius Caesar einem seiner Parteigänger, Publius Sittius, einen Teil des Gebiets von Cirta, das als besondere Kolonie das römische Bürgerrecht und den Namen Sittlanorum Colonia erhielt.
Danach begann der Zerfall des alten Cirta, das 311 n. Chr. im Krieg des Maxentius gegen den Statthalter der Provinz Africa Domitius Alexander, der sich zum Kaiser ausgerufen hatte, vollständig zerstört wurde. Konstantin I., der Große, stellte die Stadt 312 n. Chr. wieder her und gab ihr den Namen Constantina.
430 wurde die Stadt von den Vandalen erobert. Von 534 bis 697 war sie Teil des Byzantinischen Reiches, vom 8. bis 15. Jahrhundert von berberischen und arabischen Dynastien beherrscht.
Im 15. Jahrhundert gelangten Händler aus Genua nach Constantine. Seit 1492 bestand eine jüdische Gemeinde aus vertriebenen Juden aus Spanien und Zuwanderern aus Livorno, die sich zur Gemeinde der berberischen Juden gesellten. Während der Herrschaft des Osmanischen Reiches ab 1529 war die Stadt Sitz eines türkischen Statthalters. Sie lag in der Provinz Beylik von Constantine. Unter Salah Bey wurde sie großzügig ausgebaut, bedeutende Medersas entstanden. Aus der Verbindung von Janitscharen mit algerischen Frauen entstand die Bevölkerungsgruppe der Kuloğlu. Auch wenn ihnen in Algier die geborenen Türken höhere Verwaltungsämter vorenthielten, stiegen mehrere Kuloğlu in Constantine in hohe Positionen der Provinzverwaltung auf.
Am 12. Oktober 1837 wurde Constantine von Truppen der französischen Julimonarchie erobert, nachdem 1836 zwei Angriffe von den Einwohnern unter der Führung von Haj Ahmed Bey und Ben Aïssa abgewehrt wurden. Der Erstürmung folgte ein Massaker. Manche versuchten zu fliehen und stürzten in die Schlucht. Familien wie die Ben Badis oder die Ben Lefgoun konnten dennoch etwas von ihrem Einfluss beibehalten. Ben Aïssa machte später jedoch mit dem Kolonialismus gemeinsame Sache.
In der Zweiten Französischen Republik ab 1848 wurde der nördliche Teil des heutigen Staates Algerien, unterteilt in die Départements Algier, Oran und Constantine, Teil des französischen Mutterlandes. Constantine war fortan Hauptstadt des Départements Constantine. Sie wurde, wie der gesamte Norden des heutigen Algerien, 1851 in das französische Zollgebiet sowie 1865 sowohl in das französische Staatsgebiet eingegliedert. Am 28. Mai 1865 besuchte Napoleon III. Constantine, doch im Oktober 1870 endete das Zweite Kaiserreich, das „Comité républicain“ übernahm die Macht.
Der Code de l’indigénat entrechtete die muslimische Bevölkerung weitgehend, während den jüdischen Algeriern mit dem Décret Crémieux von 1871 die französische Staatsbürgerschaft dekretiert wurde. 1896 hatte Constantine 47.771 Einwohner, davon waren 24.115 Muslime und 3020 Juden, zudem lebten 17.785 Franzosen und 2851 weitere Europäer in der bis 1901 von Jean Ernest Mercier (dem Vater des Industriellen Ernest Mercier) regierten Stadt. 1906–1909 wurde die Médersa errichtet und am 25. April 1909 eingeweiht. Sie war nach der École Jules-Ferry die zweite Schule in Constantine, die muslimischen Schülern zugänglich war. Fernand Braudel wirkte als Lehrer, Malek Bennabi besuchte die Schule. Die Loi Messimy brachte 1912 die Militärdienstpflicht für Muslime, wofür die Jeunes Algériens als Gegenleistung erfolglos die französische Staatsbürgerschaft forderten. In Constantine waren zudem 4000 Muslime des dritten Régiments de tirailleurs algériens (3e RTA) kaserniert.
Unter europäischstämmigen Algeriern war Antisemitismus stark verbreitet und führte 1934 zum Pogrom. Émile Morinaud war 1901–1935 Bürgermeister und kontrollierte mit dem Républicain de Constantine seine eigene Zeitung. Der selbsterklärte Antisemit und Mitglied der rechtsextremen Organisation Croix de Feu unterstützte in der Stadt die landesweite Kampagne zur Abschaffung des Décret Crémieux. Den im städtischen Dienst beschäftigten Juden ließ er kündigen. Viele Bauern aus der Umgebung waren von einer Krise der Landwirtschaft betroffen. Ein harmloser Zwischenfall mit einem vermutlich betrunkenen jüdischen Schneidermeister bei der Moschee führte zwischen dem 3. und dem 5. August 1934 zu Ausschreitungen, wobei 25 Juden mit Duldung der französischen Armee und Polizei von rund 300 muslimischen Tätern ermordet wurden. Auch drei Muslime starben. Morinaud veröffentlichte diesbezügliche Ansichten in seiner Zeitung Le Tam Tam de Constantine. Um angeblich „die Verteidigung gegen die Israeliten von Constantine“ zu organisieren, hatte Morinaud die Organisation Amitiés françaises gegründet, in Anlehnung an die Amitiés latines von Gabriel Lambert, dem rechtsextremen Bürgermeister von Oran. Die Septemberausgabe der Zeitschrift Paix et Droit der Alliance Israélite Universelle schrieb von geplanten und methodisch ausgeführten Übergriffen auf Geschäfte im Besitz von Juden. Paix et Droit zufolge war der Zwischenfall bei der Moschee nur ein Vorwand für den Gewaltausbruch gewesen.
Die Bevölkerung bestand keineswegs nur aus rechtsgerichteten Siedlern. Die sozialen Kämpfe der Metropole wurden auch in Algerien geführt. Der Triumph des linken Front populaire bei den französischen Parlamentswahlen führte in Constantine am 14. Juni 1936 zu Freudenkundgebungen mit rund 10.000 in den Straßen defilierenden Menschen. Am 8. Mai 1945 gab es in Constantine einen Volksaufstand der muslimischen Algerier, der vom 8. bis zum 22. Mai 1945 blutig niedergeschlagen wurden (Massaker von Sétif). 1947 gründete die Association des oulémas musulmans algériens in Constantine die höhere Schule Institut Ibn Badis. Die Schule war ab 1953 ein Internat.
Im Algerienkrieg wurde Constantine 1956 zum Sitz von einem der drei IGAME-Militärkommandos (steht für Inspecteur général de l’administration en mission extraordinaire) in Algerien, neben den beiden anderen „igames“ Algier und Oran. Es befand sich im von Frankreich neu definierten Departement Wilaya 2. Am 22. Juni 1961 wurde der bekannte Musiker Cheik Raymond auf einem Markt der Stadt ermordet. Viele Juden verließen daraufhin Constantine in Richtung Frankreich. Dieses entsandte indes den NS-Kollaborateur Maurice Papon als Präfekten nach Constantine.
Im unabhängigen Algerien erschien ab 1972 in Constantine eine Regionalausgabe der Regierungszeitung El Moudjahid und 1984 wurde die Universität für religiöse Wissenschaft eröffnet. Der Wohnungsbau konnte die Zuwanderung durch anhaltende Landflucht nicht auffangen, worauf in Constantine verschiedene Bidonvilles entstanden.

## Bevölkerung
Constantine hat 448.028 Einwohner (Zensus). 2008 betrug die Einwohnerzahl der Stadt einschließlich des Umlandes 938.475 Einwohner.
Bevölkerungsentwicklung:
| Jahr          | Einwohner |
| ------------- | --------- |
| 1977 (Zensus) | 345.566   |
| 1987 (Zensus) | 443.727   |
| 1998 (Zensus) | 462.187   |
| 2008 (Zensus) | 448.028   |

## Stadt der Brücken
Die Lage der Altstadt an der Schlucht des Rhumel erforderte den Bau einer Reihe von Brücken. In Flussrichtung von Süden nach Norden sind dies:
- Pont Salah Bey, eine vierspurige Schrägseilbrücke etwa 600 m oberhalb der Pont Sidi Rached und außerhalb der Altstadt, die 2014 eröffnet wurde.
- Pont Sidi Rached, ein 447 m langes Viadukt mit einer Bogenbrücke, die in den Jahren 1908–1912 von dem französischen Ingenieur Paul Séjourné errichtet wurde. Ihre gemauerten Steinbögen mit einer Spannweite von 68 m tragen eine Platte aus Stahlbeton. Die lichte Höhe beträgt 103 m.
- Pont du Diable (Teufelsbrücke), eine kleine, fast unmittelbar unter dem Pont Sidi Rached gelegene Bogenbrücke für Fußgänger.
- Pont Mellah Slimane, Passerelle Perrégaux, eine Fußgänger-Hängebrücke.
- Pont d’El Kantara, eine 128 m lange Segmentbogenbrücke aus Beton mit 56 m Spannweite und einer Höhe von 125 m, die eine Eisenbrücke aus dem Jahre 1863 ersetzte.
- Pont Sidi M’Cid, eine ebenfalls 1912 eröffnete Hängebrücke mit einer Spannweite von 160 m und einer lichten Höhe von 175 m, die damit die höchste Brücke der Welt war bis zur Eröffnung der Royal Gorge Bridge, Colorado, USA im Jahre 1929.
- Pont des chutes / Pont de Winet el Foul (Wasserfallbrücke), eine 1925 gebaute Bogenbrücke über die Wasserfälle am Ausgang der Schlucht.

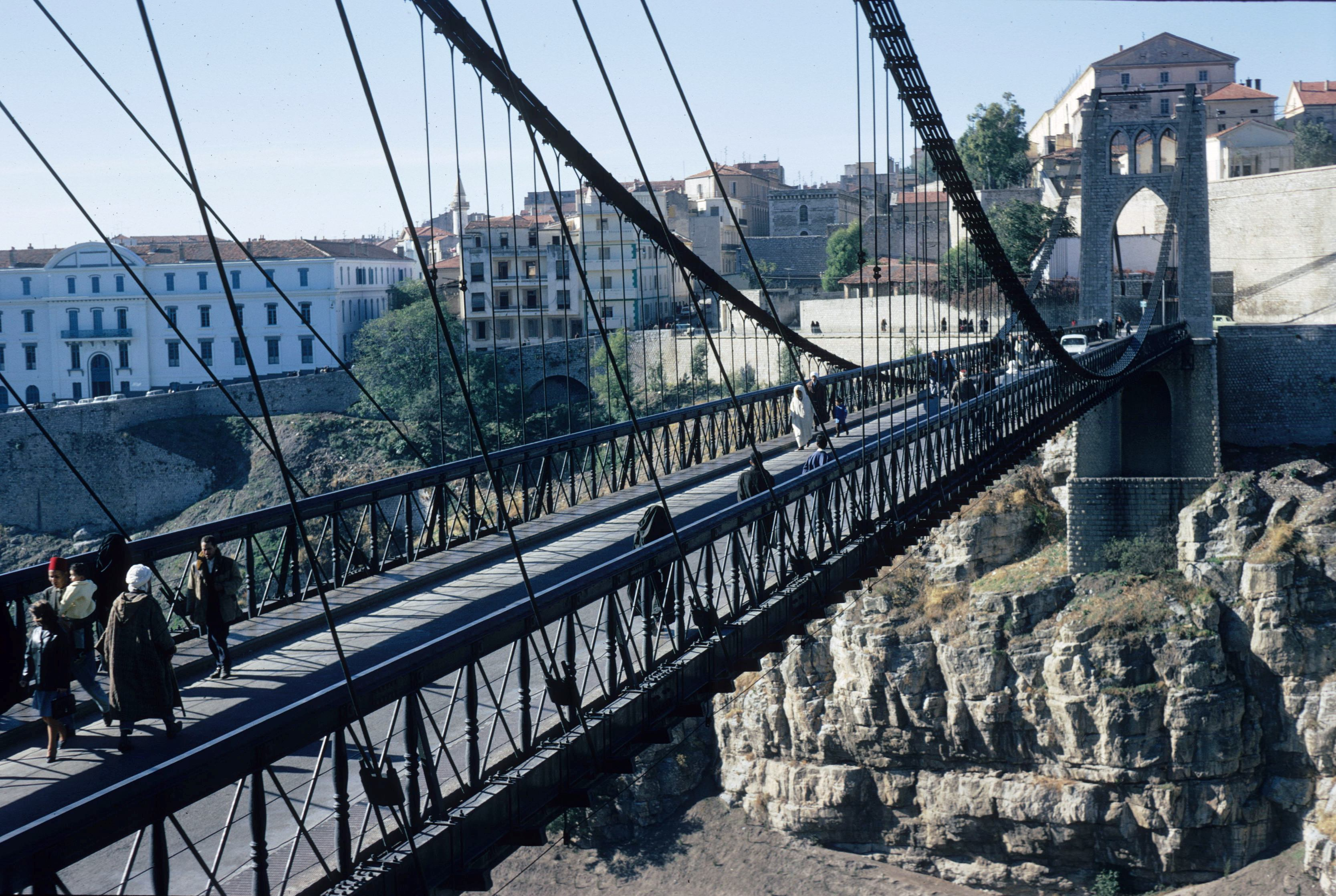
Sidi-M’Cid-Brücke

## Sehenswürdigkeiten

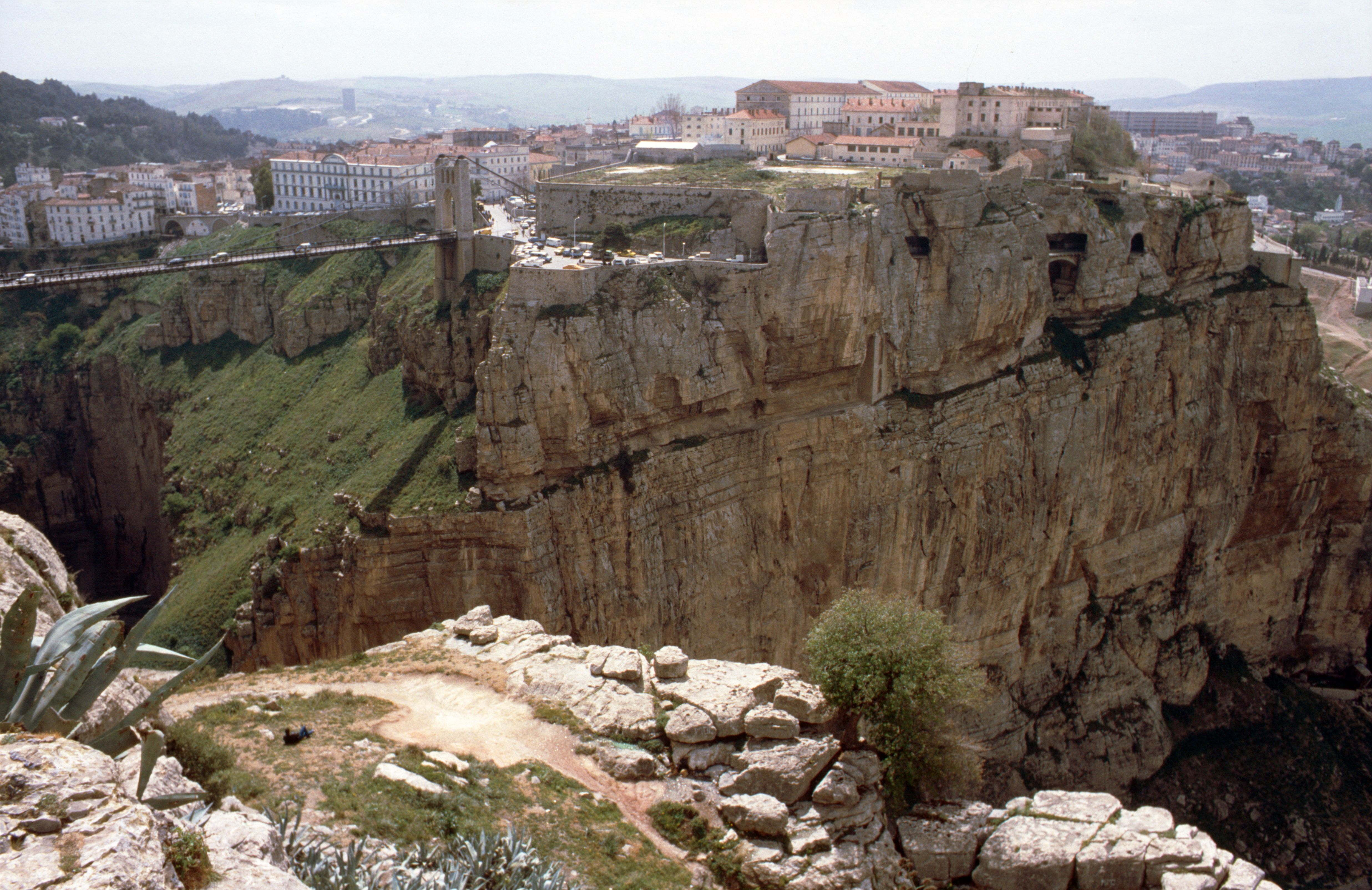
Blick auf die Altstadt von Constantine

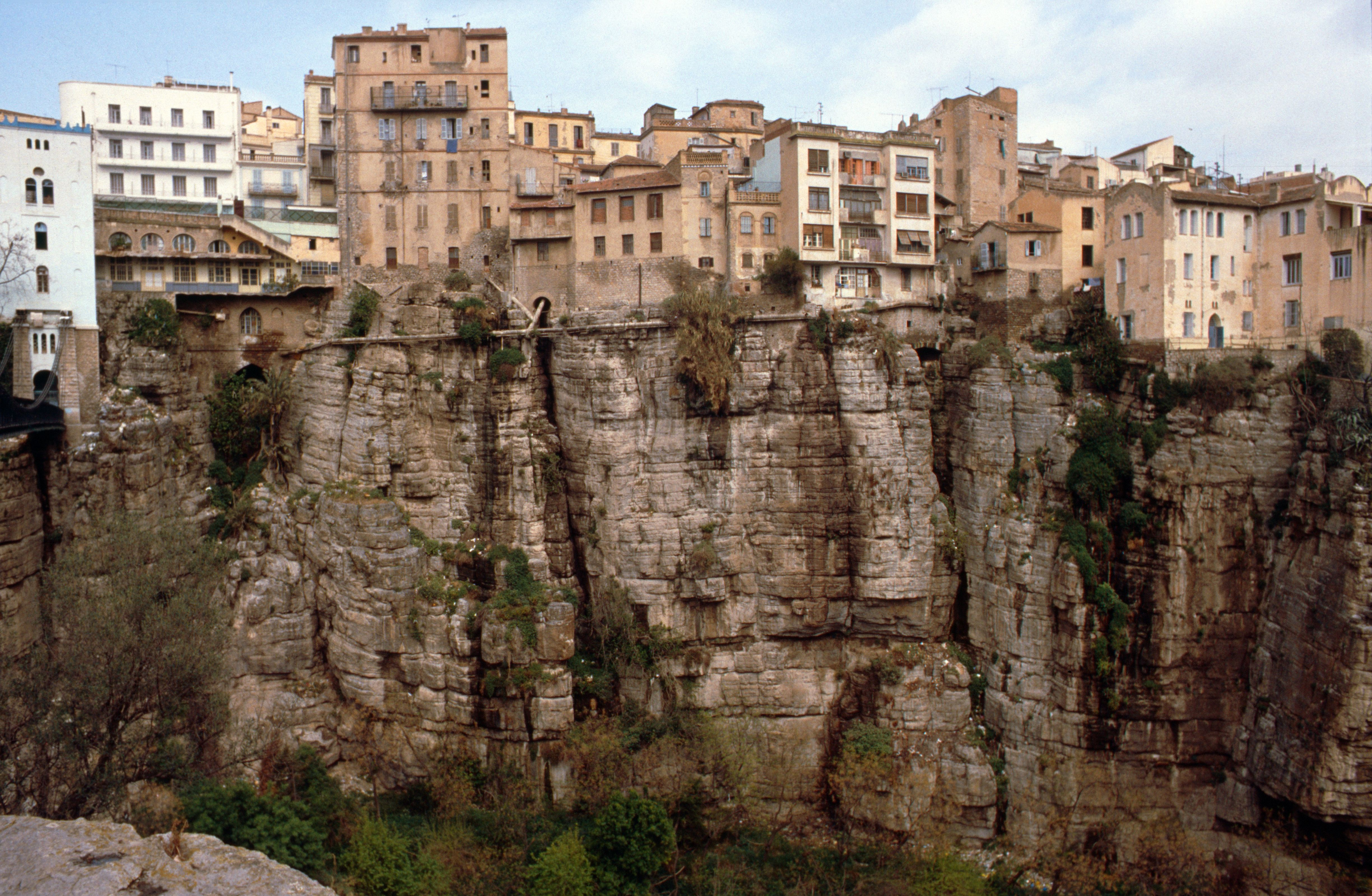
Die tiefe Schlucht des Flusses Rhumel

Die wichtigsten Sehenswürdigkeiten in Constantine sind:
- Gustave Mercier Museum
- Ben-Badis-Moschee
- Kasbah (Altstadt)
- Islamische Emir Abdel Kader Universität (Université des sciences islamiques „Émir Abd El Kader“)
- Djamma El Kebir-Moschee[10]
- Soumma Mausoleum
- Ahmed Bey-Palast
- Ruinen des römischen Aquäduktes
- Statue des römischen Kaisers Konstantin
- Die Université Frères Mentouri – Constantine 1 nach dem Entwurf von Oscar Niemeyer
- Das Heiligtum El Hofra, das aus der Zeit der Phönizier stammt

## Wirtschaft, Bildung und Infrastruktur
Constantine ist Industriestadt (Zement-, Metall-, Leicht-, Lebensmittelindustrie) und Verkehrsknotenpunkt.
In Constantine haben die beiden Hochschulen Université Frères Mentouri – Constantine 1 (UFMC1; Gründung 1969) und Université Constantine 2 – Abdelhamid Mehri (UAMC 2; Gründung 2011) ihren Sitz.
Constantine ist auch Sitz des Nationalen Handelsregisters Centre National du Registre du Commerce (C.N.R.C).
Nach Erlangung der Unabhängigkeit begann die Verstaatlichung einiger Wirtschaftsbereiche. Seit Anfang der 1980er Jahre bemüht man sich jedoch um eine ökonomische Liberalisierung und um die Förderung des Privatsektors.
Als Verkehrsknotenpunkt liegt Constantine an der Ost-West-Autobahn und ist über Nationalstraßen mit der Hauptstadt Algier und den Hafenstädten Jijel, Skikda und Annaba verbunden. Nationalstraßen führen nach Tunesien und über Biskra in die Sahara. Die Autoroute Est-Ouest (Ost-West-Autobahn) führt im großen Bogen östlich und südlich um Constantine herum und am Flughafen vorbei.
Der Flughafen von Constantine Aéroport Mohamed Boudiaf liegt etwa 9 km südlich der Stadt. Er hat außer algerischen Zielen auch Verbindungen zu verschiedenen französischen Orten und nach Genf.
Constantine hat Eisenbahnverbindungen nach Algier, Tebessa, M’Sila, Skikda und Jijel.
Seit Mitte 2013 gibt es eine erste, 8,1 Kilometer lange Straßenbahnlinie mit zehn Haltestellen, die in Nord-Süd-Richtung vom Ramdhan Ben-Abdelmalek Stadion zum Stadtteil Zouaghi verläuft.
Seit 2008 hat Constantine die Téléphérique de Constantine, eine innerstädtische Gondelbahn, die zwischen der Altstadt, dem Klinikviertel auf der gegenüberliegenden Seite des Oued Rhumel und einem gut 1 km entfernten Stadtviertel verkehrt.

## Kultur und Religion
Constantine ist Sitz des römisch-katholischen Bistums Constantine.

## Städtepartnerschaften
Constantine pflegt Partnerschaften mit:
- Grenoble in Frankreich,
- Sousse in Tunesien
- Istanbul in der Türkei

## Söhne und Töchter der Stadt
- Abdelhamid Ben Badis (1889–1940), islamischer Religionsgelehrter und Publizist
- Ahmed Bey bin Muhammad Sharif (1786–1851), letzter Bey von Constantine
- Louis Brisset (1872–1939), französischer Komponist
- Aimé Steck (1892–1966), französischer Komponist
- Charlotte von Monaco (1898–1977), monegassische Prinzessin, Mutter von Fürst Rainier III. von Monaco
- Albert Paraz (1899–1957), französischer Schriftsteller
- Malek Bennabi (1905–1973), algerischer Schriftsteller
- René Bianco (1908–2008), französischer Opernsänger
- Jean-Michel Atlan (1913–1960), französischer Maler und Philosoph
- Alfred Nakache (1915–1983), französischer Schwimmer und Wasserballspieler
- Kateb Yacine (1929–1989), algerischer Schriftsteller
- Françoise Arnoul (1931–2021), französische Schauspielerin
- Alphonse Halimi (1932–2006), französischer Weltmeister im Boxen
- Claude Cohen-Tannoudji (* 1933), französischer Physiker und Nobelpreisträger
- Abdelhamid Brahimi (1936–2021), ehemaliger algerischer Premierminister
- Enrico Macias (* 1938), französischer Sänger
- Jean-Louis Comolli (1941–2022), französischer Journalist und Filmschaffender
- France Anglade (1942–2014), französische Schauspielerin
- Hamid Zénati (1944–2022), deutsch-algerischer Textilkünstler
- Abdelmalek Sellal (* 1948), algerischer Politiker, Ministerpräsident
- Yve-Alain Bois (* 1952), französisch-algerischer Kunsthistoriker
- Dominique Ouattara (* 1953), französisch-ivorische Unternehmerin und Première Dame der Elfenbeinküste
- Gilles Mimouni (* 1956), französischer Filmregisseur
- Solveig Dommartin (1961–2007), französische Schauspielerin und Regisseurin
- Salim Belksir (* 1963), Radrennfahrer
- Hassiba Boulmerka (* 1968), Leichtathletin, Olympiasiegerin 1992, erste Medaillengewinnerin Algeriens
- Adel Abdessemed (* 1971), französisch-algerischer Künstler
- Ali Saïdi-Sief (* 1978), algerischer Mittel- und Langstreckenläufer
- Sandra Laoura (* 1980), französische Freestyle-Skierin
- Chouaib Bouloudinats (* 1987), algerischer Boxer
- Mehdi Abid Charef (* 1980), algerischer FIFA-Schiedsrichter
- Younes Nemouchi (* 1993), algerischer Boxer
- Ramy Bensebaini (* 1995), algerischer Fußballspieler
- Yasser Triki (* 1997), algerischer Leichtathlet

## Klimatabelle
|                       | Jan  | Feb  | Mär  | Apr  | Mai  | Jun  | Jul  | Aug  | Sep  | Okt  | Nov  | Dez  |   |      |
| Mittl. Tagesmax. (°C) | 11,5 | 13,0 | 14,9 | 18,2 | 23,1 | 28,6 | 33,0 | 32,7 | 28,1 | 22,2 | 16,6 | 12,3 | ⌀ | 21,2 |
| Mittl. Tagesmin. (°C) | 2,6  | 3,1  | 4,2  | 6,5  | 10,0 | 14,3 | 17,3 | 17,6 | 14,7 | 10,5 | 6,1  | 3,4  | ⌀ | 9,2  |
|                       |      |      |      |      |      |      |      |      |      |      |      |      |   |      |
| Niederschlag (mm)     | 67   | 58   | 62   | 53   | 42   | 21   | 9    | 12   | 36   | 38   | 44   | 71   | Σ | 513  |
|                       |      |      |      |      |      |      |      |      |      |      |      |      |   |      |
| Sonnenstunden (h/d)   | 5,0  | 5,5  | 6,2  | 7,0  | 8,1  | 10,5 | 11,5 | 9,8  | 8,6  | 6,9  | 5,5  | 4,8  | ⌀ | 7,5  |
|                       |      |      |      |      |      |      |      |      |      |      |      |      |   |      |
| Regentage (d)         | 9    | 8    | 9    | 7    | 6    | 3    | 1    | 2    | 4    | 6    | 8    | 7    | Σ | 70   |
|                       |      |      |      |      |      |      |      |      |      |      |      |      |   |      |
| Luftfeuchtigkeit (%)  | 76   | 73   | 72   | 70   | 65   | 54   | 42   | 48   | 60   | 68   | 75   | 76   | ⌀ | 64,9 |

| 2,6 |

| 3,1 |

| 4,2 |

| 6,5 |

| 10,0 |

| 14,3 |

| 17,3 |

| 17,6 |

| 14,7 |

| 10,5 |

| 6,1 |

| 3,4 |

| 2,6 |

| 3,1 |

| 4,2 |

| 6,5 |

| 10,0 |

| 14,3 |

| 17,3 |

| 17,6 |

| 14,7 |

| 10,5 |

| 6,1 |

| 3,4 |